# Las Vegas Film Critics Society Award per il miglior attore
Il Las Vegas Film Critics Society Award per il miglior attore è una categoria di premi assegnata da Las Vegas Film Critics Society, per il miglior attore protagonista dell'anno, a partire dal 1997.

## Vincitori e candidati
I vincitori sono indicati in grassetto.
- 1997
  - Robert Duvall - L'apostolo (The Apostle)
- 1998
  - Roberto Benigni - La vita è bella
- 1999
  - Kevin Spacey - American Beauty (American Beauty)
  - Russell Crowe - Insider - Dietro la verità (The Insider)
  - Terence Stamp - L'inglese (The Limey)
  - Richard Farnsworth - Una storia vera (The Straight Story)
  - Matt Damon - Il talento di Mr. Ripley (The Talented Mr. Ripley)
- 2000
  - Geoffrey Rush - Quills - La penna dello scandalo (Quills)
  - Matt Damon - Passione ribelle (All the Pretty Horses)
  - Tom Hanks - Cast Away (Cast Away)
  - Russell Crowe - Il gladiatore (Gladiator)
  - Michael Douglas - Wonder Boys (Wonder Boys) e Traffic (Traffic)
- 2001
  - Guy Pearce - Memento (Memento)
- 2002
  - Daniel Day-Lewis - Gangs of New York (Gangs of New York)
- 2003
  - Sean Penn - Mystic River (Mystic River) e 21 grammi (21 Grams)
- 2004
  - Jamie Foxx - Ray (Ray)
- 2005
  - Heath Ledger - I segreti di Brokeback Mountain (Brokeback Mountain)
- 2006
  - Forest Whitaker - L'ultimo re di Scozia (The Last King of Scotland)
- 2007
  - Daniel Day-Lewis - Il petroliere (There Will Be Blood)
- 2008
  - Heath Ledger - Il cavaliere oscuro (The Dark Knight), assegnazione postuma.
  - Frank Langella - Frost/Nixon - Il duello (Frost/Nixon)
- 2009
  - Jeremy Renner - The Hurt Locker